# Spekter fetalnih alkoholnih motenj
Spekter fetalnih alkoholnih motenj  (Fetal alcohol spectrum disorders - FASDs) je skupina stanj, ki se lahko pojavijo pri osebah, katerih matere so med nosečnostjo uživale alkohol. Težave so lahko med drugim nenavaden videz, nizka rast in nizka telesna teža, majhna glava, slaba koordinacija, nizka inteligenca, vedenjske težave in težave s sluhom ali vidom. Za prizadete je bolj verjetno, da imajo težave v šoli, težave z zakonom, da se lotevajo visokotveganih aktivnosti in imajo težave z alkoholom ali drugimi drogami. Najbolj huda oblika bolezni je znana kot fetalni alkoholni sindrom (FAS). Druge vrste vključujejo delni fetalni alkoholni sindrom (pFAS), z alkoholom povezane nevrološke motnje razvoja (ARND) in z alkoholom povezane porodne okvare (ARBD).
Spekter fetalnih alkoholnih motenj povzroča pitje alkohola med nosečnostjo. Raziskave v ZDA so pokazale, da je približno 10% nosečnic pilo alkohol zadnji mesec nosečnosti in 20% do 30% enkrat med nosečnostjo. Okoli 4,7 % nosečih žensk v Severni Ameriki je alkoholičark. Tveganje za težave, je odvisno od količine in pogostosti uživanja alkohola, kot tudi od tega, kdaj med nosečnostjo do tega pride. Drugi dejavniki tveganja so starost matere, kajenje in slaba prehrana. Ni znano, da bi za pitje med nosečnostjo obstajala varna količina ali varno obdobje. . Pitje manjših količin alkohola ne vodi do nepravilnosti v obrazu, lahko pa povzroči vedenjske težave. Alkohol prehaja skozi krvno možgansko pregrado in tako neposredno in posredno vpliva na razvoj otroka. Diagnoza temelji na znakih in simptomih, ki jih oseba kaže.
Spekter fetalnih alkoholnih motenj je mogoče preprečiti tako, da se nosečnica izogiba alkoholu. Iz tega razloga zdravstveni organi pitje alkohola med nosečnostjo ali v obdobju, ko naj bi prišlo do zanositve, odsvetujejo. Zdravstveno stanje je dokončno, zdravljenje pa lahko izboljša rezultate. Posegi lahko vključujejo terapijo z interakcijo starši-otrok, , prizadevanja, spremeniti otrokovo vedenje in morda zdravila.
Za FASD se ocenjuje, da prizadeva 2 % in 5 % ljudi v ZDA in Zahodni Evropi. FAS naj bi prišo pri .2 in 9 na 1000 živorojenih v ZDA. V Južni Afriki je pri nekaterih populacijah zaslediti raven tudi do 9%. Negativne učinke alkohola med nosečnostjo so opisovali že od antičnih časov dalje. Doživljenjski stroška na otroka s FAS so leta 2002 znašali 2 milijona USD. izraz fetalni alkoholni sindrom je bil prvič uporabljen leta 1973.